# Arctosa leopardus
Arctosa leopardus este o specie de păianjeni din genul Arctosa, familia Lycosidae. A fost descrisă pentru prima dată de Sundevall, 1833. Conform Catalogue of Life specia Arctosa leopardus nu are subspecii cunoscute.